# Lorain County
Lorain County er et county i den amerikanske delstat Ohio. Amtet ligger i den nordlige del af delstaten ved Lake Erie og grænser op til Cuyahoga County i øst, Medina County i sydøst, Ashland County i syd, Huron County i sydvest og mod Erie County i vest. Amtet grænser desuden op til provinsen Ontario i Canada over Lake Erie i nord.
Lorain Countys totale areal er 2.391 km², hvoraf 1.115 km² er vand. I 2000 havde amtet 284.664 indbyggere.
Amtets administration ligger i byen Elyria.
Amtet blev grundlagt i 1822 og har fået sit navn efter den franske provins Lorraine.

## Demografi
Gennemsnitsindkomsten for en hustand var $45,042 årligt, mens gennemsnitsindkomsten for en familie var på $52,856 årligt.